# Apeadeiro de Pala

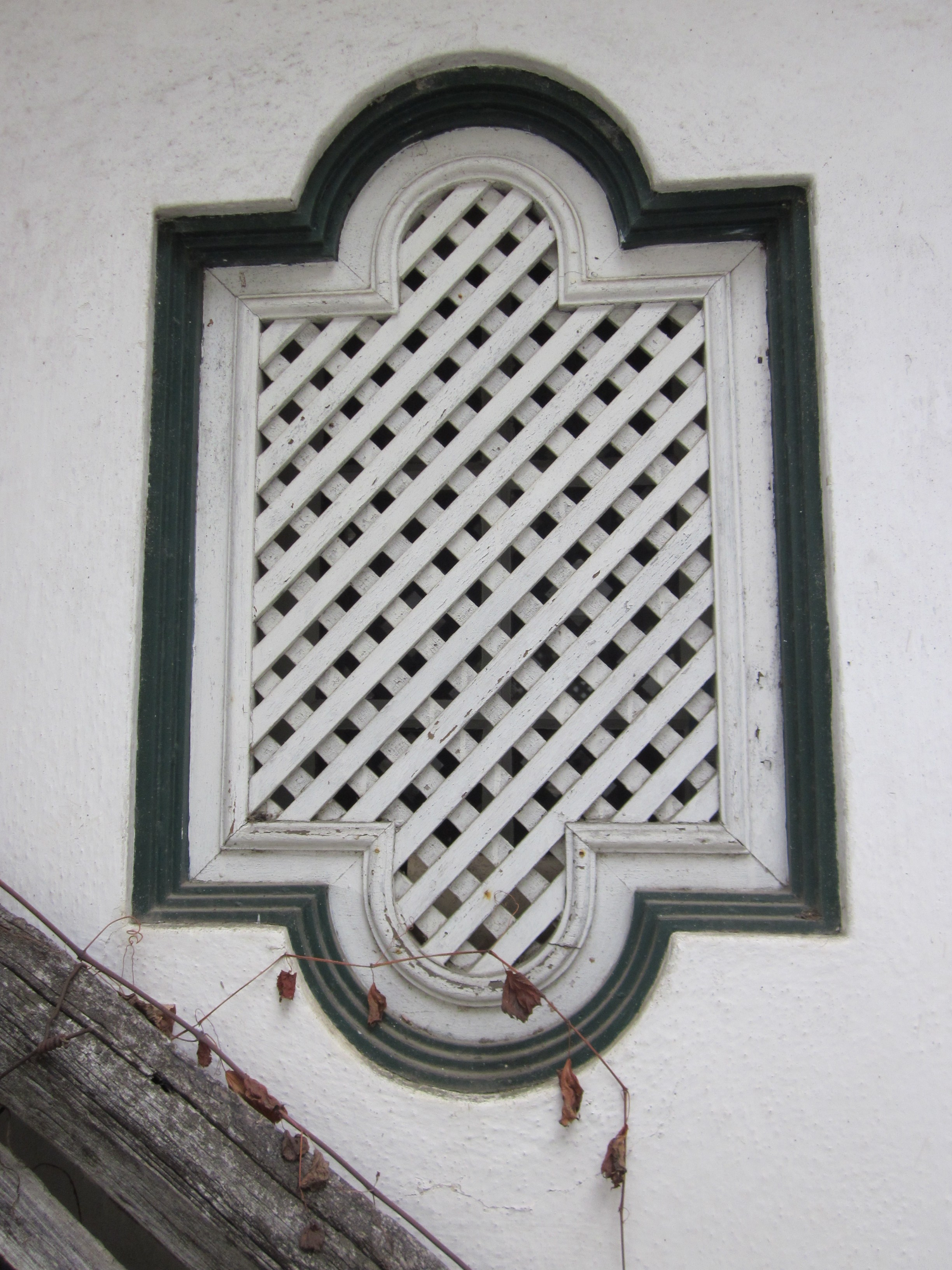
Detalhe do edifício de passageiros do apeadeiro de Pala, em 2011.

O Apeadeiro de Pala é uma infraestrutura da Linha do Douro, que serve a localidade de Pala, no Distrito do Porto, em Portugal.

## Descrição

### Localização e acessos
Situa-se na localidade epónima, parte da União de Freguesias de Ancede e Ribadouro, no extremo sudoeste do concelho de Baião, em Portugal.
Este local é o extremo ocidental da parte da Linha do Douro que segue paralela ao rio epónimo, nomeadamente na foz da Ribeira de Passanhas, que desagua na albufeira da Barragem do Carrapatelo; liga-se ao restante da linha, na direção de Ermesinde, através do Túnel do Juncal.
Pala é também servida por uma marina e um acoradouro que funcionam no âmbito do transporte fluvial no Douro, situados na orla ribeirinha e distantes 1000-1300 m do apeadeiro, com desnível acumulado de +15−71 m.

### Infraestrutura
O edifício de passageiros situa-se do lado norte da via (lado esquerdo do sentido ascendente, para Barca d’Alva).

### Serviços
Em dados de 2022, esta interface é servida por comboios de passageiros da C.P. de tipo regional, com cinco circulações diárias em cada sentido, entre Marco de Canaveses e Régua.

## História
Este apeadeiro situa-se no lanço da Linha do Douro entre as estações de Juncal e Régua, que entrou ao serviço em 15 de Julho de 1879.